# Miroslav Ivanov
Miroslav Ivanov (Bulgaars: Мирослав Иванов) (Gabrovo, 11 september 1981) is een Bulgaars voetballer (middenvelder) die bij voorkeur als middenvelder speelt. Hij verruilde in juli 2015 Lokomotiv Gorna Orjachovitsa voor Etar Veliko Tarnovo, dat hem transfervrij overnam.
Met Levski Sofia werd Ivanov in 2006 Bulgaars landskampioen en won hij in 2005 de nationale beker.

## Carrière
- 1992-1998:  Yantra Gabrovo (jeugd)
- 1998-2003:  Yantra Gabrovo
- 2003-2004:  FC Shumen
- 2005-2009:  Levski Sofia
- 2009-2011:  PFC Montana
- 2011-2013:  PFK Ludogorets
- 2013-2015:  Levski Sofiar
- 2015:  Lokomotiv Gorna Orjachovitsa
- 2015- :  Etar Veliko Tarnovo